# Espondilite anquilosante
Espondilite anquilosante (EA) é um tipo de artrite em que ocorre inflamação crónica das articulações da coluna vertebral. Geralmente também são afetadas as articulações onde a coluna se junta à bacia. Em alguns casos pode também afetar outras articulações, como os ombros ou a anca. Podem também ocorrer problemas nos olhos e no intestino. A dor nas costas é um sintoma característico e em muitos casos é intermitente. A rigidez das articulações afetadas geralmente vai-se agravando ao longo do tempo.
Embora se desconheça a causa de espondilite anquilosante, pensa-se que envolva uma combinação de fatores genéticos e ambientais. Mais de 90% das pessoas afetadas são portadoras de um antígeno leucocitário humano específico denominado antígeno HLA-B27. Pensa-se que mecanismo subjacente seja autoimune ou autoinflamatório. O diagnóstico geralmente baseia-se nos sintomas com apoio de exames imagiológicos e análises ao sangue. A EA é um tipo de espondiloartropatia seronegativa, o que significa que os exames revelam não haver presença de anticorpos do fator reumatoide (FR). Faz também parte de uma categoria mais ampla denominada espondiloartrite axial.
Não existe cura para a doença. O tratamento pode melhorar os sintomas e prevenir o agravamento. O tratamento pode consistir em medicação, exercício físico e cirurgia. Entre os medicamentos estão os anti-inflamatórios não esteroides, corticosteroides, drogas antirreumáticas modificadoras de doença como a sulfassalazina e inibidores do TNF-alfa como o infliximab.
A doença afeta entre 0,1% e 1,8% da população. A doença geralmente manifesta-se no início da idade adulta e é mais comum entre os homens. A condição foi descrita pela primeira vez no fim do século XVII por Bernard Connor. Existem entre as múmias egípicias esqueletos com EA. O termo tem origem no grego ankylos, que significa rigidez, spondylos que significa vértebra, e -itis que significa inflamação.

## Sintomas
Os sinais e sintomas da espondilite anquilosante geralmente aparecem gradualmente, com pico de início entre 20 e 30 anos de idade. Os sintomas iniciais geralmente são uma dor incômoda crônica na região lombar ou glútea combinada com rigidez na região lombar. Os indivíduos geralmente sentem dor e rigidez que os acordam nas primeiras horas da manhã.
Cerca de 30% das pessoas com AS também apresentarão Uveíte anterior, causando dor ocular, vermelhidão e visão turva. Acredita-se que isso se deva à associação que tanto a EA quanto a uveíte têm com a presença do antígeno HLA-B27.  O envolvimento cardiovascular pode incluir inflamação da aorta, insuficiência de válvula aórticaou distúrbios do sistema de condução elétrica do coração. O envolvimento pulmonar é caracterizado por fibrose progressiva da porção superior do pulmão.
Os órgãos comumente afetados pela EA, além da coluna axial e outras articulações, são o coração, os pulmões, os olhos, o cólon e os rins. Outras complicações são regurgitação aórtica , tendinite de Aquiles, bloqueio do nó AV e amiloidose. Devido à Fibrose pulmonar, as radiografias de tórax podem mostrar fibrose apical, enquanto os testes de função pulmonar podem revelar um defeito pulmonar restritivo. Complicações muito raras envolvem condições neurológicas, como a Síndrome da cauda equina.

## Tratamento
Não há cura para a EA, embora tratamentos e medicamentos possam minimizar os sintomas e o sofrimento da dor.

## Mortalidade
A mortalidade é aumentada em pessoas com EA e a doença circulatória é a causa mais frequente de morte.  Pessoas com EA têm um risco aumentado de 60% para mortalidade cerebrovascular e um risco geral aumentado de 50% para mortalidade vascular. Cerca de um terço das pessoas com espondilite anquilosante têm doença grave, o que reduz a expectativa de vida.
Como o aumento da mortalidade na espondilite anquilosante está relacionado à gravidade da doença, os fatores que afetam negativamente os resultados incluem:
- Sexo Masculino[18]

- Mais três dos seguintes nos primeiros dois anos da doença:
  - Taxa de hemossedimentação (ESR) > 30 mm/h
  - Não responde aos AINEs
  - Limitação da amplitude de movimento da coluna lombar
  - Dactilite
  - Oligoartrite